# CBS公司资产列表
CBS公司资产列表中的资产为CBS公司所拥有或曾拥有，许多CBS公司曾经拥有的资产现在归属于2006年分拆之后的新维亚康姆集团。

## CBS本地广播
- CBS电台
  - CBS新闻电台（英语：CBS Radio News）
  - CBS体育电台（英语：CBS Sports Radio）
  - Eventful（英语：Eventful）
  - CBS电台所属广播基站列表（英语：List of broadcast stations owned by CBS Radio）

- CBS电视基站（英语：CBS Television Studios）
  - KCBS-TV（英语：KCBS-TV）
  - KCAL-TV（英语：KCAL-TV）
  - KOVR（英语：KOVR）
  - KMAX-TV（英语：KMAX-TV）
  - KPIX-TV
  - KBCW（英语：KBCW）
  - KCNC-TV（英语：KCNC-TV）
  - WFOR-TV（英语：WFOR-TV）
  - WBFS-TV（英语：WBFS-TV）
  - WTOG（英语：WTOG）
  - WUPA（英语：WUPA）
  - WBBM-TV（英语：WBBM-TV）
  - WBXI-CD（英语：WBXI-CD）
  - WJZ-TV（英语：WJZ-TV）
  - WBZ-TV（英语：WBZ-TV）
  - WSBK-TV（英语：WSBK-TV）
  - WWJ-TV（英语：WWJ-TV）
  - WKBD-TV（英语：WKBD-TV）
  - WCCO-TV（英语：WCCO-TV）
  - WCBS-TV
  - WLNY-TV（英语：WLNY-TV）
  - KYW-TV（英语：KYW-TV）
  - WPSG（英语：WPSG）
  - KDKA-TV（英语：KDKA-TV）
  - WPCW（英语：WPCW）
  - KTVT（英语：KTVT）
  - KTXA（英语：KTXA）
  - KSTW（英语：KSTW）

## 其他资产
- CBS广播中心

- CBS大厦

- CBS消费品（英语：CBS Consumer Products）

- CBS生态传媒（CBS EcoMedia）

- CBS场景餐厅与酒吧（CBS Scene Restaurant & Bar）

- CBS制片中心（英语：CBS Studio Center）

- CBS电视城

- 西屋授权公司（英语：Westinghouse Licensing Corporation）

## 曾拥有资产

### 出售或分拆
- CBS户外（现名Outfront Media（英语：Outfront Media））——2014年分拆出去作为一家独立的地产信托投资公司。
  - CBS户外国际——2013年出售给铂金资本（英语：Platinum Equity）。

- 派拉蒙公园（英语：Paramount Parks）——2006年出售给雪松展会（英语：Cedar Fair）。

- 日舞频道（现名日舞电视台（英语：SundanceTV））——2008年出售给彩虹传媒（现名AMC电视网）。

### 停业或关闭
以下为CBS公司的子公司，但是它们或是出于停业中，或是已经被CBS公司的其他下辖部门所兼并。
- CBS直复营销服务（CBS Direct Marketing Services）

- CBS教育服务（CBS Educational Services）

- CBS国际（CBS International）

- CBS实验室

- CBS乐器（英语：CBS Musical Instruments）

- CBS制作（英语：CBS Productions）

- CBS戏院影业（英语：CBS Theatrical Films）

- 电影中心影业（英语：Cinema Center Films）

- 德思路制作（英语：Desilu Productions）

- 无限广播公司（英语：Infinity Broadcasting Corporation）

- 王者世界制作（英语：King World Productions）

- 国家电视电影协会（英语：National Telefilm Associates）

- 派拉蒙台站集团（英语：Paramount Stations Group）

- 派拉蒙电视（英语：Paramount Television）

- 奎因·马丁制作（英语：QM Productions）

- 共和国影业（英语：Republic Pictures）

- 特里动画（英语：Terrytoons）

- UMM电视公司（英语：U.M. & M. TV Corporation）

- 联合派拉蒙电视网

- 维亚康姆事业公司（英语：Viacom Enterprises）

- 维亚康姆制作（英语：Viacom Productions）

- 西屋广播
  - 西屋集团制作（Group W Productions）

- 世界事业公司（英语：Worldvision Enterprises）

## 相关词条
- 维亚康姆公司资产列表（英语：List of assets owned by Viacom）：CBS公司前母公司所有资产。